# Corydalis regia
Corydalis regia är en vallmoväxtart som beskrevs av Z. Y. Su, Lidén. Corydalis regia ingår i släktet nunneörter, och familjen vallmoväxter. Inga underarter finns listade i Catalogue of Life.